# Joh. Schlösser Wachsbleiche und Kerzenfabrik

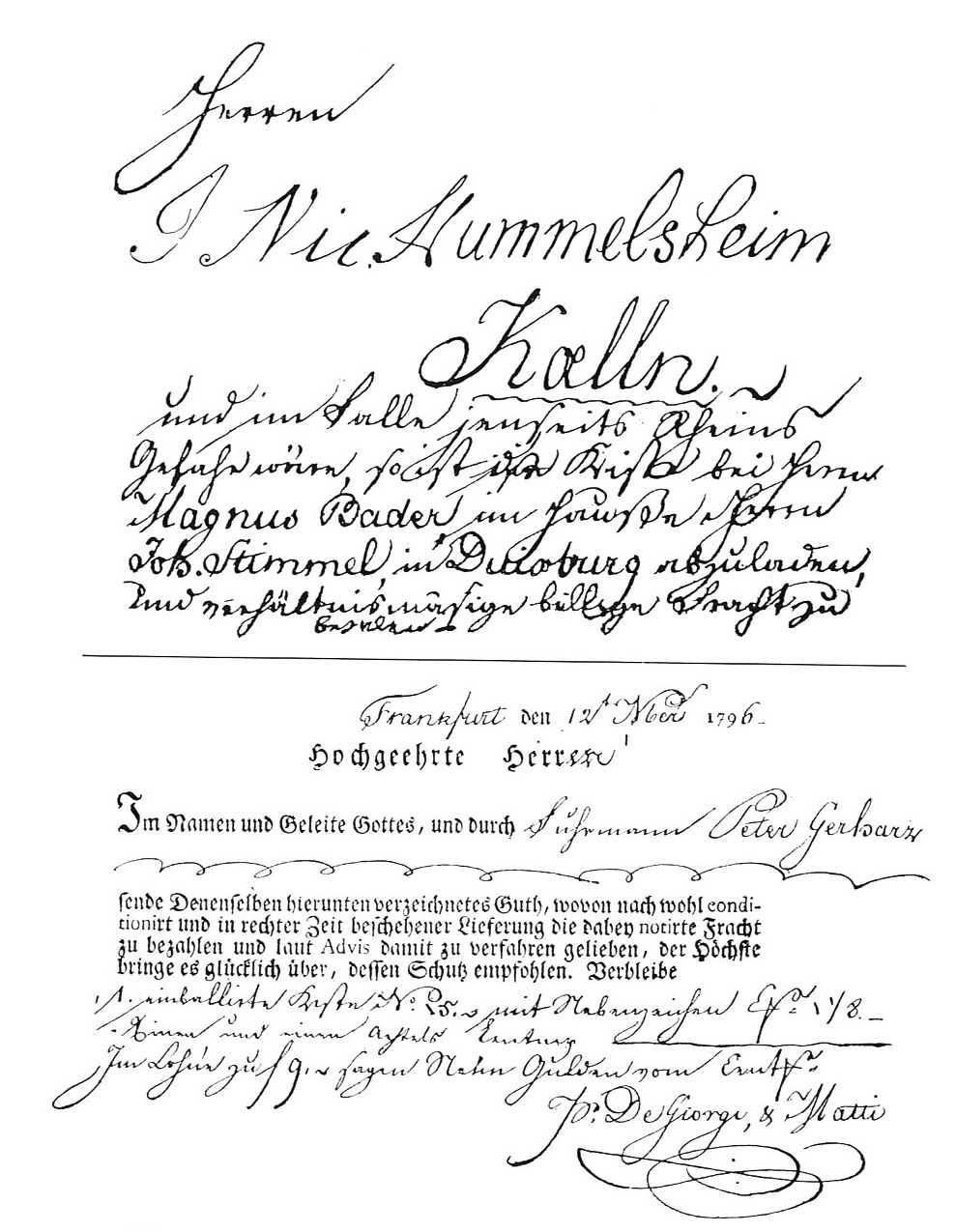
Frachtbrief der Kerzenfabrik (1796)

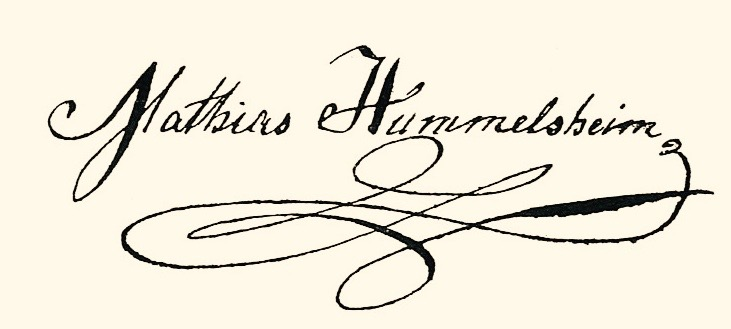
Unterschrift Matthias Hummelsheim

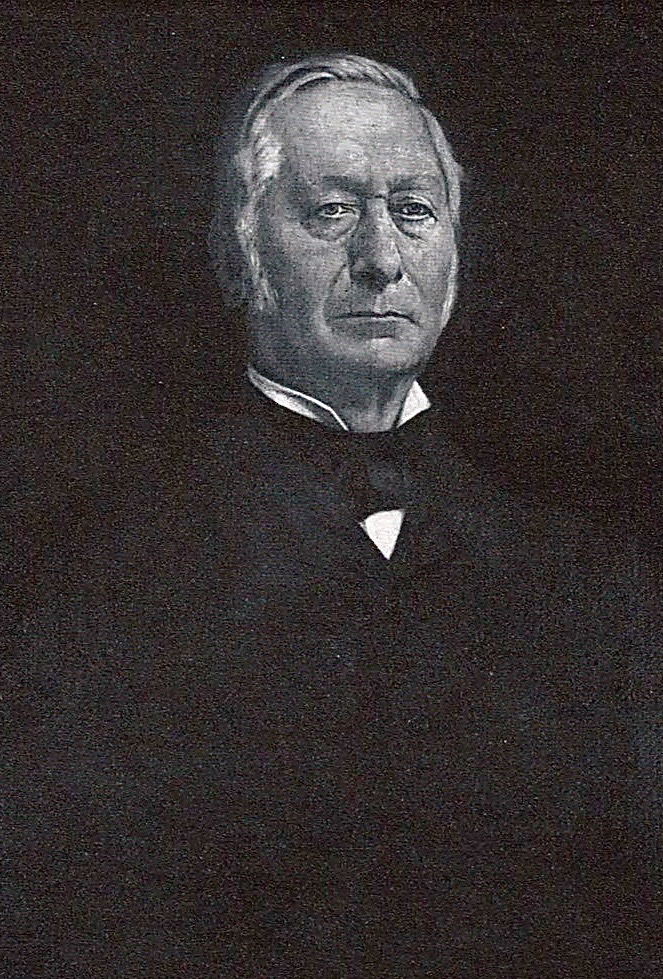
Johann Schloesser

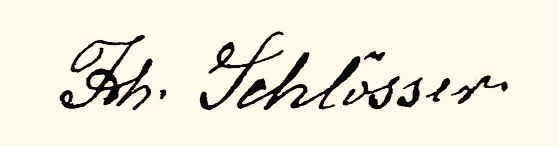
Unterschrift Johann Schlösser

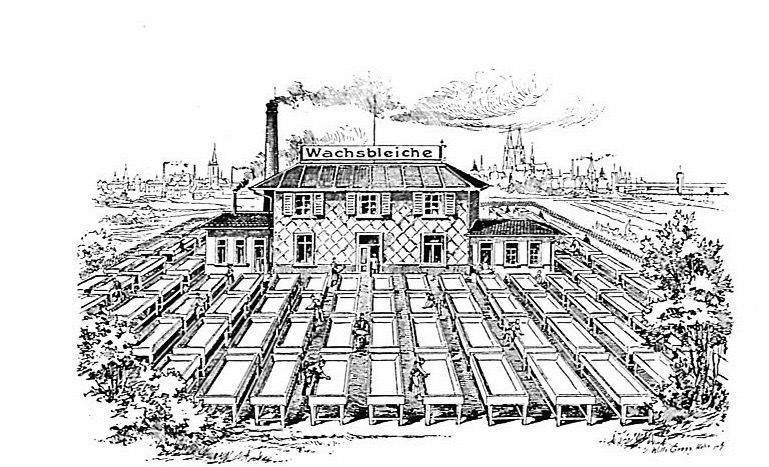
Wachsbleiche in Raderthal

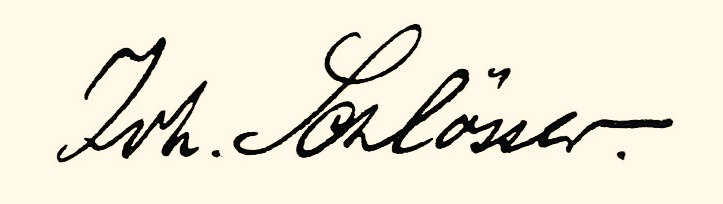
Unterschrift Johann Heinrich Schloesser

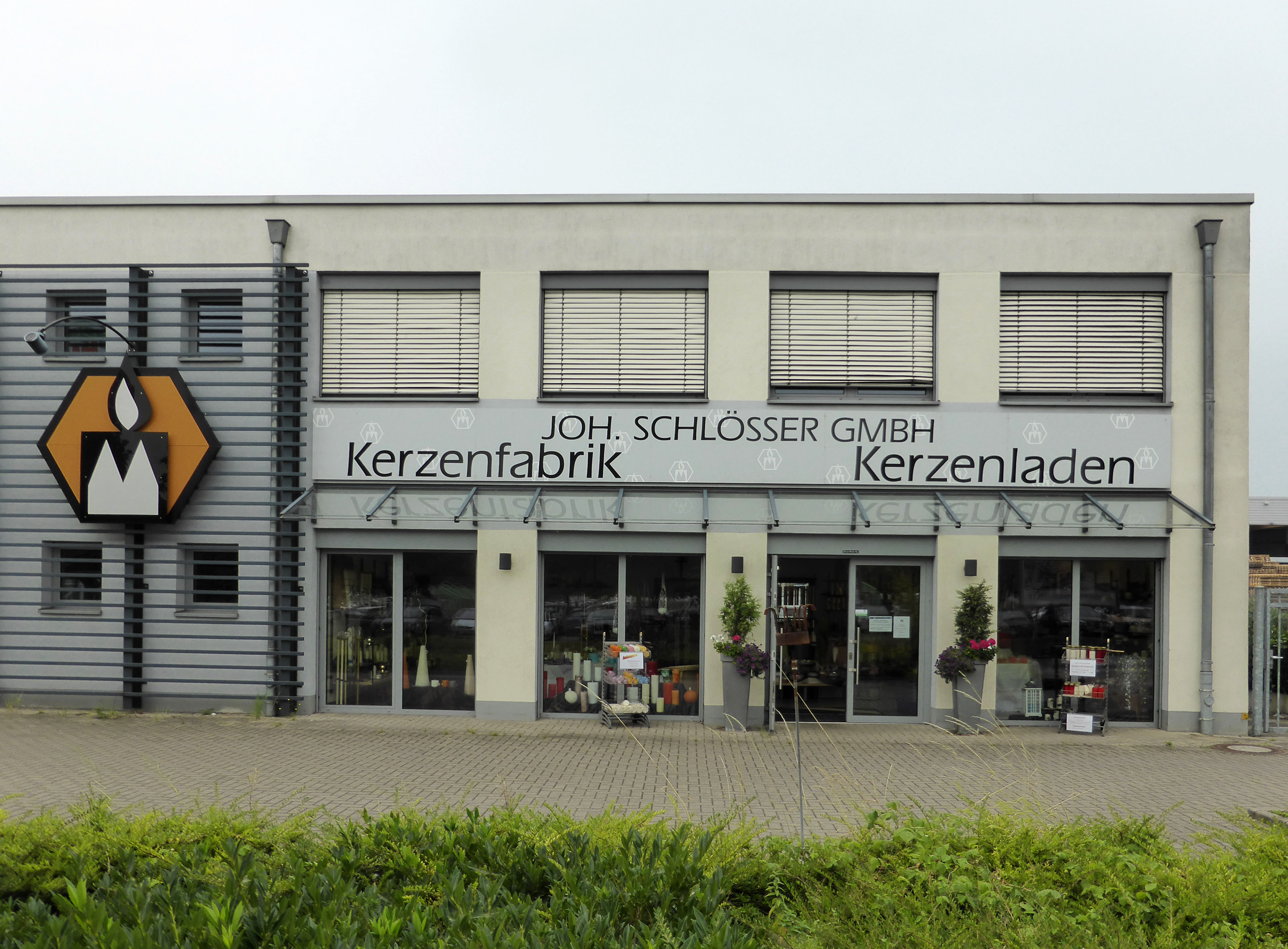
Kerzenladen im Firmengebäude in Köln-Marsdorf

Die Joh. Schlösser GmbH Wachsbleiche und Kerzenfabrik  ist eine 1764 gegründete Kerzenfabrik in Köln. Damit ist das Unternehmen nach der  Eau de Cologne-Fabrik Johann Maria Farina gegenüber dem Jülichs-Platz das zweitälteste bei der Kölner Industrie- und Handelskammer noch existierende Familienunternehmen der Stadt. Die Firma beliefert unter anderem das Erzbistum Köln und damit den Kölner Dom mit Altar- und Opferkerzen.

## Firmengeschichte

### 18. und 19. Jahrhundert
Der Bienenzüchter und Landwirt Nikolaus Hummelsheim gründete aufgrund eines Bürgerbriefs der „Freyen Stadt Cöllen“ am 10. März 1764 in der Severinstraße 149 eine Kerzenfabrik. Das Handwerk erlernte Hummelsheim bei seinen Schwiegereltern, die selbst eine Bienenzucht besaßen und ebenfalls eine Wachsbleiche betrieben. Zu gewissem Wohlstand gekommen, verlegte Hummelsheim zunächst sein Geschäft in die Severinstraße 192 und erwarb 1769 das Haus zum Grünen Schild in der Severinstraße 213/215, in dem die Kerzenfabrikation bis 1866 betrieben wurde. Die Inneneinrichtung des vierstöckigen Geschäftshauses und zum Teil auch die Ausstattung blieb noch bis zum Zweiten Weltkrieg erhalten und wurde 1944 bei einem Bombenangriff zerstört. Nikolaus Hummelsheim war – wie alle Inhaber der Firma bis 1914 – Mitglied der Römischen Erzbruderschaft, der Elendsbrüder.
Nach dem Tod Nikolaus Hummelsheims im Jahre 1801 wurde die Fabrik, in der fast ausschließlich Altarkerzen hergestellt wurden, von seinem Sohn Matthias Hummelsheim weitergeführt. Er konnte das Geschäft stetig weiterentwickeln und widmete sich zahlreichen gemeinnützigen Aufgaben. Matthias Hummelsheim war Präfekt und Gönner der Matthias-Bruderschaft, die vor Pfingsten die traditionelle Prozession von Köln nach Trier ausrichtete. Als Wallfahrtsleiter besaß Hummelsheim einen Schutzbrief der Freien und Reichsstadt Köln, den er später den Inhabern der Firma Joh. Schlösser vererbte.
Nach dem Tod von Matthias Hummelsheim am 2. Januar 1831, übernahmen seine Schwestern das Geschäft. Im Jahr 1835 übergaben sie die Geschäfte an den Gärtner Peter Ohrem, dem Ehemann von Katharina Pesch, einer Enkelin von Nikolaus Hummelsheim. Ohrem konnte in den folgenden Jahrzehnten mit Hilfe seiner Frau und seines Neffens Johann Schlösser die Firma weiter aufbauen und erweitern. 1854 zog sich Ohrem aus dem Geschäftsleben zurück und verwaltete bis zu seinem Tod am 14. Februar 1878 die Ländereien der Familie. Johann Schlösser erwarb 1866 in unmittelbarer Nachbarschaft in der Severinstraße 178 (früher 122) ein Grundstück. In dem baufälligen Haus, das in reichsstädtischer Zeit ein Armenhaus beherbergte, und auf dem angrenzenden, relativ tiefem Grundstück richtete er eine Wachsbleiche ein, die jedoch in den nächsten Jahrzehnten aufgrund der zunehmenden Bebauung in ihrer Funktion beeinträchtigt wurde. Neben der Herstellung von Kerzen kelterte die Familie bis 1870 Wein, backte Brot und stellte in großen Mengen Bienenhonig her.
Nach dem Tod von Peter Ohrem, übernahm Johann Schlösser die Kerzenfabrik, der sie mit seinem Sohn Johann Heinrich Schlösser weiterführte. Bis zum Ersten Weltkrieg produzierte Schlösser außerdem noch jährlich tausende Pfund Honig. Als Ersatz für die innerstädtische Wachsbleiche verlegte Johann Heinrich Schlösser, der die Geschäfte seit 1890 führte, die Wachsbleiche nach Raderthal und modernisierte die Produktion und verbreiterte die Produktpalette. Mit dem Umzug der Wachsbleiche nach Raderthal wurde das Geschäftshaus in der Severinstraße umgebaut und modernisiert. Gleichzeitig gab man den zum Kölner Festbrauchtum zählenden Kleinverkauf von Kirmes-Wachsdraht und Kirmes-Fackeln allmählich auf. Die Kirmes-Fackeln wurden bei den Prozessionen der umliegenden Kirchen entfacht und anschließend der lediglich Abbrand bezahlt. Mit den brennenden Wachsfäden zogen die Kinder an Kirmestagen in der Dämmerung durch die Straßen und wurden mit ein paar Pfennigen belohnt, um sich Süßigkeiten auf der Kirmes zu kaufen.

### 20. Jahrhundert
Um die Jahrhundertwende  ging der Verbrauch an Bienenwachskerzen zurück und das Wachs wurde zunächst durch Stearin, Lampenöl, Gasbeleuchtung und später durch elektrisches Licht ersetzt. Ab 1910 wurden einige Artikel maschinell hergestellt. Neben Altarkerzen wurden jetzt auch Dochte für das Ewige Licht und Presslinge für Weihrauchfässer hergestellt. Als Kölner Besonderheit stellte die Firma bis in die erste Hälfte des 20. Jahrhunderts mit Hilfe von Formen, die bis ins 16. Jahrhundert zurückreichen, so genannte Offer  - kölnische Wachsvotive sowie Weihegaben her. Die Wachstäfelchen und Medaillons wurden als Zeichen des Dankes und aus Ausdruck der Bitte geopfert. Neben Motiven der Leidensgeschichte Jesu Christi, Maria mit dem Kind, Madonnenstatuen waren vor allem Schutzengel, wächserne Körperteile und Tierfiguren begehrte Motive.
1913 wurde Johann Heinrich Schlösser der Orden Pro Ecclesia et Pontifice verliehen. Seit Jahrzehnten belieferte die Firma Altarkerzen für die Kölner Kirchen und die Hohe Domkirche und die Kerzenmacherfamilie stellte ein Wohnhaus und Barmittel für die Anstellung eines Kaplans in St. Johann Baptist zur Verfügung. Johann Heinrich Schlösser erwarb sich auch als Kölner Heimatforscher große Verdienste; er hielt als Erster Vorträge zur Kölner Stadtgeschichte in Kölscher Sprache.
Aufgrund der Rohstoffverknappung im Ersten Weltkrieg und der aus dem Versailler Vertrag resultierenden Handelsbeschränkungen konnte der Betrieb in dieser Zeit nur notdürftig aufrechterhalten werden. Nach dem Tod von Johann Heinrich Schlösser übernahm seine Frau Elisabeth Schlösser und ihr Sohn Peter die Geschäftsführung.
Als 1924 der Sohn tödlich verunglückte, beauftragte die Witwe am 1. April 1925 den Prokuristen Peter Baur mit der Leitung der Firma. Nach einem wirtschaftlichen Aufschwung in den 1920 und 1930er Jahren, verbunden mit einer Erweiterung des Angebots, gründete die Elisabeth Schlösser zusammen mit Peter Baur als Teilhaber 1933 eine Offene Handelsgesellschaft. Die Firma stellte in dieser Zeit auch Kerzen für den privaten Gebrauch, unter anderem Advents- und Weihnachtskerzen sowie Kerzen für Dekorationszwecke her.
Durch das seit 1939 schrittweise durchgesetzte Verbot der Verwendung von Bienenwachs für den kirchlichen Gebrauch, wurde der Firma großer wirtschaftlicher Schaden zugefügt; die Wachsbleiche musste geschlossen werden. Die Fabrikation von Kirchenkerzen mit einem Bienenwachsanteil größer als 10 % wurde sofort verboten, Kerzen für den privaten Gebrauch durften überhaupt keinen Bienenwachs mehr enthalten. Die Bienenwachsbestände der Firma wurden requiriert.  Ab dem 1. Januar 1940 durften auch für die kirchlichen Gebrauch nur noch Kerzen aus einem Gemisch von Paraffin und Erdwachs hergestellt werden. Die Produktion von Altarkerzen musste nach behördlichen Vorgaben auf zunächst auf 60 %, später auf 40 % und schließlich auf 20 % der Vorkriegsproduktion zurückgefahren werden. Kurz vor Ende des Krieges wurde die Herstellung von Kerzen für den kirchlichen Gebrauch völlig untersagt.
Im Zweiten Weltkrieg wurde das Firmengelände mehrfach von Bomben getroffen und zerstört. Während bei den Bombentreffern im Jahr 1942 das ausgebrannte Dach noch einmal notdürftig repariert werden konnte und die Fabrikanlagen durch den Einsatz der Belegschaft gerettet werden konnten, wurden bei dem Bombenangriff in der Nacht von 28 / 29. Juni 1943 die Verwaltungs- und Verkaufsräume durch Sprengbomben total zerstört. Elisabeth Schlösser musste nach der Zerstörung ihrer Wohnung Köln verlassen und starb am 14. Februar 1944 in Bad Kissingen. Am 2. März 1945 vernichteten drei Sprengbomben die gesamte Fabrik vollständig und die Fabrikation kam zum Erliegen.
Mit den Resten der Rohstoffbestände und geretteten Werkzeuge wurde von den überlebenden Mitarbeitern der Firma am 1. Juli 1945 ein Notbetrieb am Bonner Wall 309 eröffnet. In dieser behelfsmäßig eingerichteten Produktionsstätte  wurden bis zum 8. November 1949 in einem bescheidenen Umfang Kerzen gefertigt. Nach Enttrümmerung begann der Neubau der Fabrikationsgebäude in der Severinstraße.
Am 1. Januar 1951 wurde die Offene Handelsgesellschaft in eine Kommanditgesellschaft überführt. Als Gesellschafter wurden ins Handelsregister Köln eingetragen: Peter Baur, Margarete Probst (Tochter von Johann Heinrich Schlösser), Wilhelm Zimmermann (Schwiegersohn von Johann Heinrich Schlösser) sowie sein Sohn Josef Zimmermann.
Einer geplanten Erweiterung der Produktionsstätte stand ein Bauverbot der Stadt Köln im Wege, die das Grundstück der Kerzenfabrik für die Zufahrt zur neuen Severinsbrücke benötigte. Der Firma wurde ein Ausweichgrundstück im Kölner Stadtteil Lindenthal, in der Oskar-Jäger-Straße 3, angeboten. Nach einjähriger Bauzeit wurde die neue Fabrik am 7. Oktober 1955 eingeweiht. Hier wurden die Kerzen vorwiegend maschinell hergestellt. Am 1. Januar 1961 zog sich Peter Baur nach 36 Jahren aus der Geschäftsführung zurück und übergab die Firma an Josef Zimmermann, der die Firma bis zu seinem Tod am 13. April 1979 leitete. Bis zum Eintritt seines Sohnes Stephan Zimmermann in die Firma am 1. Januar 1983 übernahm Josef Zimmermanns Ehefrau Margrit die Leitung der Kerzenfabrik. Seit dem 1. Juli 1986 führten Stephan und Margrit Zimmermann gemeinsam die Firma.

### 21. Jahrhundert
Die Produktion wurde ständig den sich verändernden Wünschen der kirchlichen, privaten und gewerblichen Abnehmer angepasst. Durch die Umstellung vieler Kirchen von Opferkerzen auf Opferlichte wurde der Bau einer vollautomatischen Opferlichtproduktionsanlage erforderlich. Gesteigerte Nachfrage und Erweiterung des Kundenkreises erforderten eine räumliche Expansion der Produktionsanlagen, die in Lindenthal jedoch nicht mehr möglich war. Im Jahr 2003 wurde der Produktionsstandort in das Gewerbegebiet nach Köln-Marsdorf verlegt, wo neben der Kerzenfabrikation auch ein Kerzenfachgeschäft eingerichtet wurde.
Im Jahr 2006 wurde eine neue Kerzenproduktionsanlage in Marsdorf in Betrieb genommen, um auf die Bedürfnisse am Markt besser reagieren zu können. Seit 2007 kooperiert Schlösser mit den Alexianer-Service-Betrieben, die die abgebrannten Plastikschalen von den Opferlichtern trennen und neu befüllen. Seit Ausscheiden von Margrit Zimmermann im Jahr 2013 werden die Geschäfte von Stephan Zimmermann und seiner Frau Birgit in achter Generation fortgeführt.

## Produkte

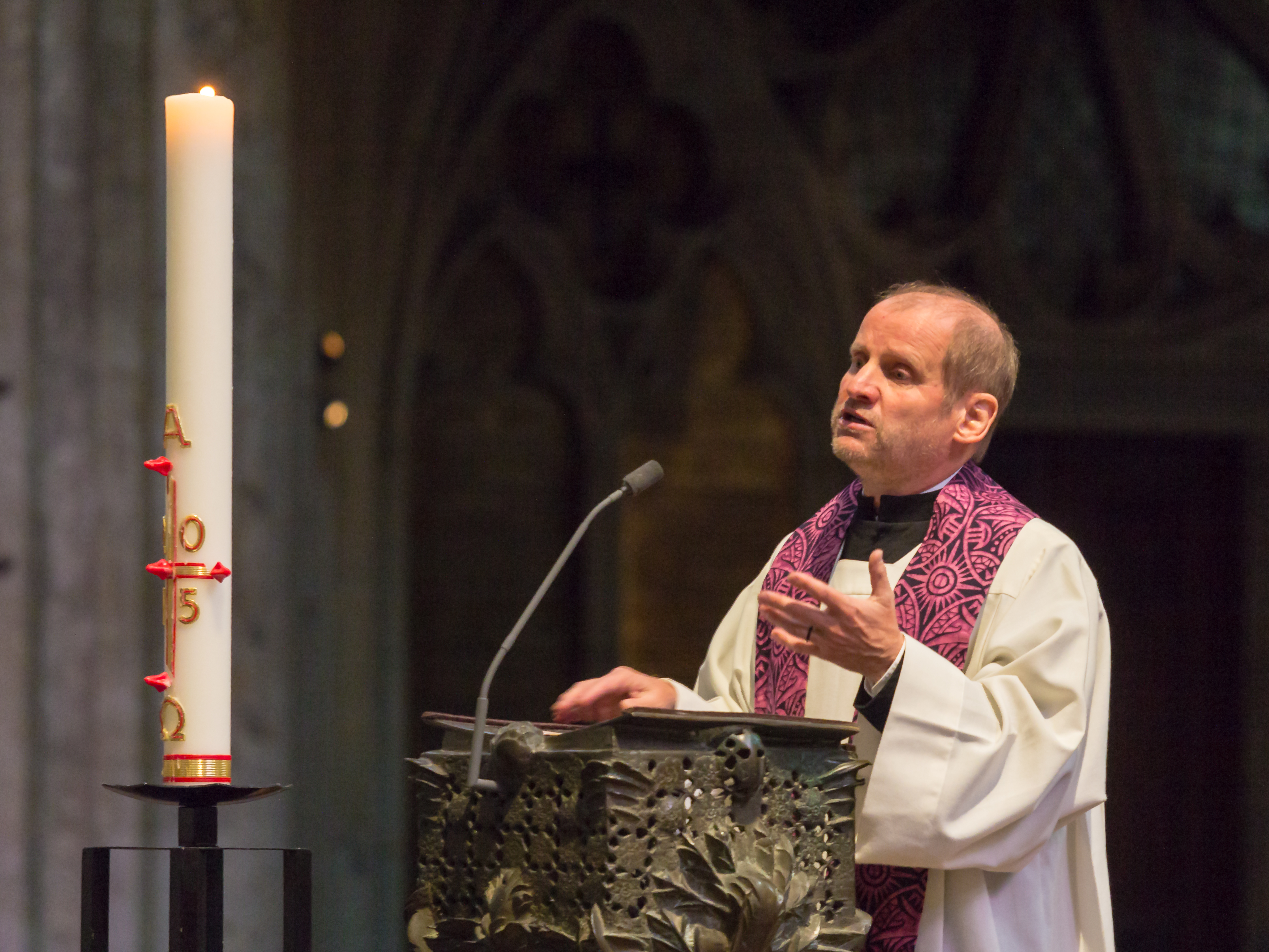
Kerze im Kölner Dom, entzündet zur Trauerfeier für Alfred Neven DuMont

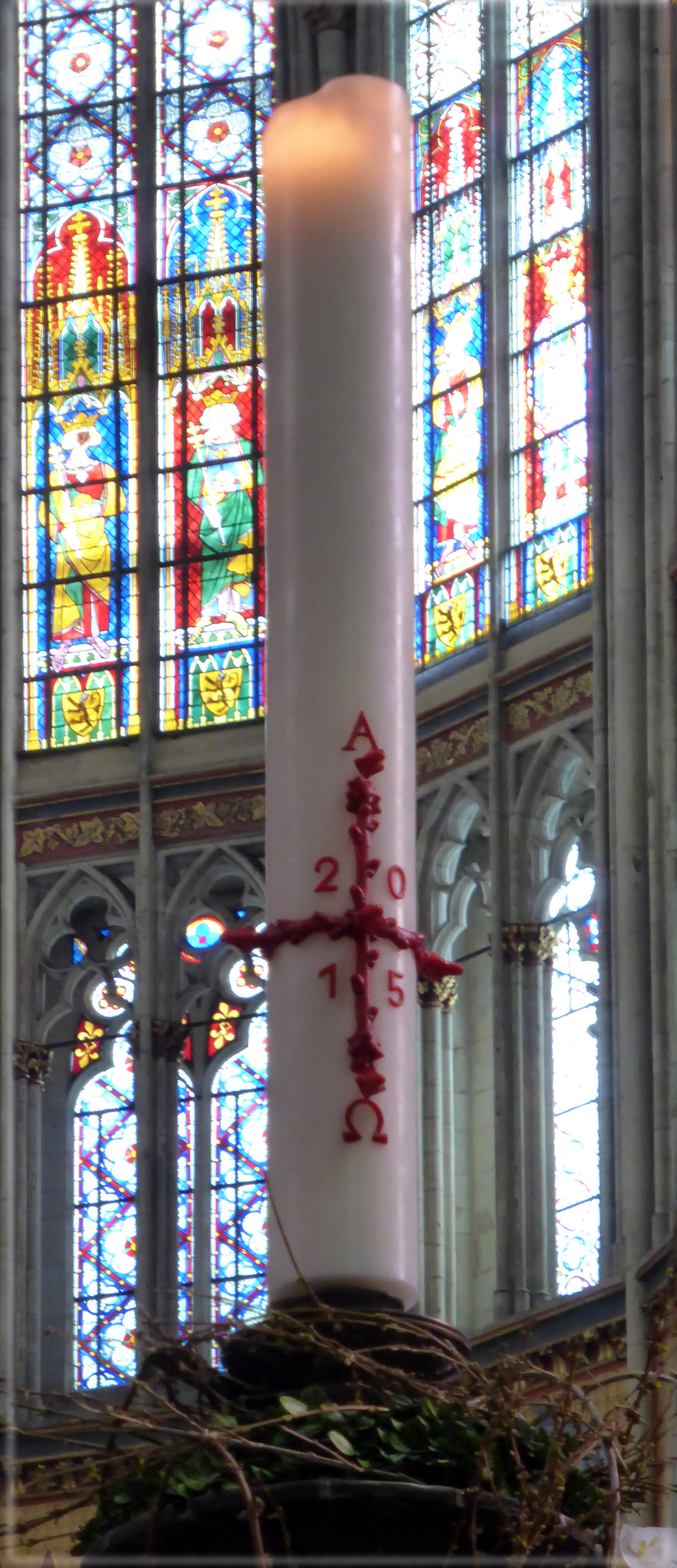
Osterkerze (2015).

Die Kerzenfabrik beliefert auch heute noch hauptsächlich kirchliche Einrichtungen in Deutschland und dem benachbarten Ausland mit etwa 50.000 Altarkerzen, zwei Millionen Opferkerzen aus einer Mischung aus Paraffin, Stearin und Bienenwachs sowie fünf Millionen Teelichtern jährlich. Darüber hinaus werden auch Kerzen für die Gastronomie und den privaten Gebrauch hergestellt, die teilweise in Marsdorf in Handarbeit individuell verziert werden. Jährlich werden 250 Tonnen Paraffin und rund 5 Tonnen Bienenwachs verarbeitet, das aus Kanada, China, Australien und Afrika importiert wird.
Die Kerzenfabrik stellt alle Opferlichter, die Altar- und Osterkerzen für den Kölner Dom dar. Alljährlich wird dort während der Karnevalssession eine Sonderkerze für das Kölner Dreigestirn aufgestellt, die traditionell von Joh. Schlösser gestiftet wird. Die größte Im Dom aufgestellte Kerze von 2 Metern Höhe wurde ebenfalls in der Kerzenfabrik Joh. Schlösser hergestellt.

## Trivia

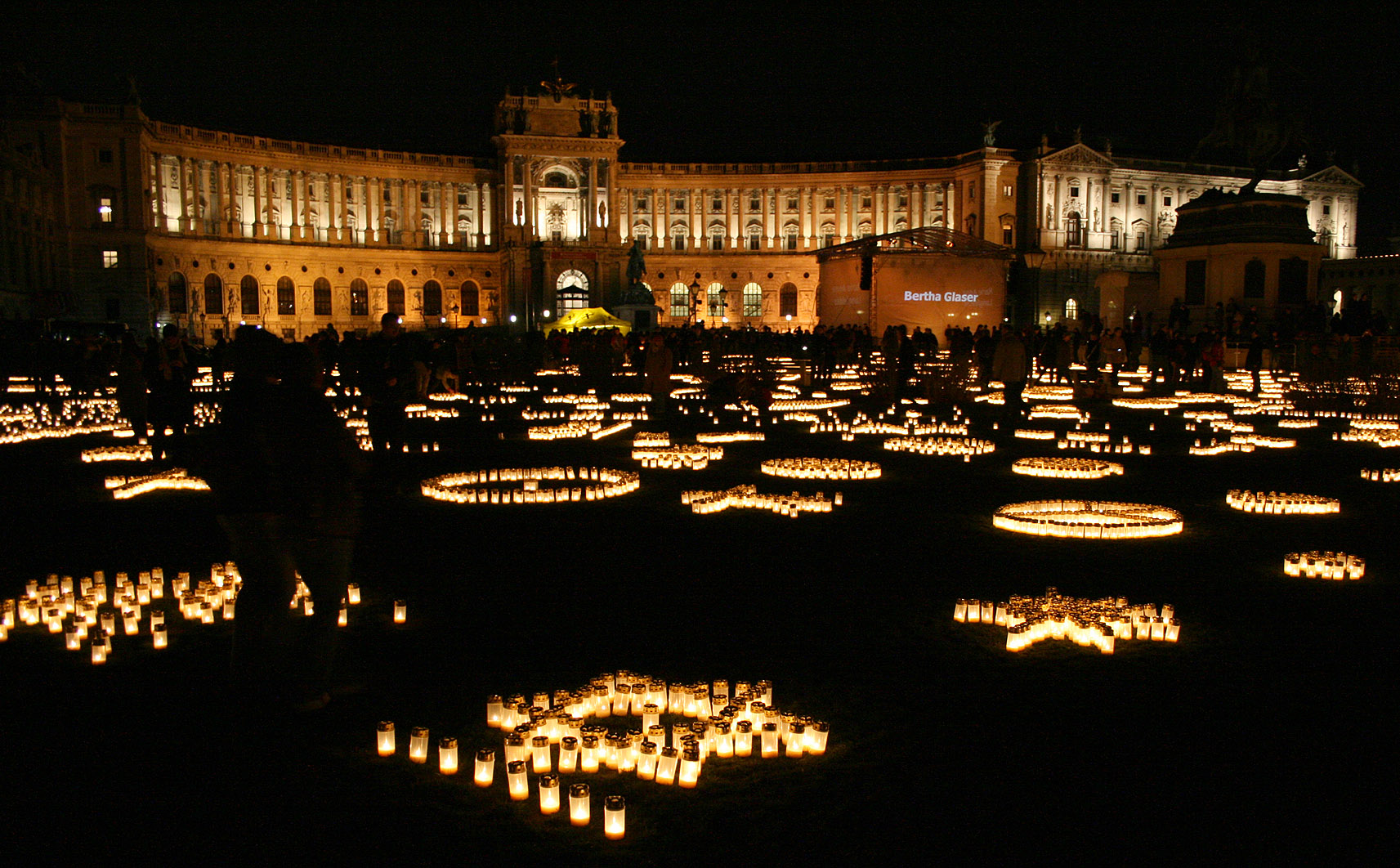
Kerzen auf dem Heldenplatz während der Nacht des Schweigens am 12. März 2008

Am 12. März 2008 lieferte die Kerzenfabrik Schlösser 80.000 Kerzen für die Nacht des Schweigens nach Wien. Auf der Gedenkveranstaltung zum 70. Jahrestages der Machtübernahme der Nationalsozialisten in Österreich sollten die Kerzen an die 80.000 Deportierten erinnern.
Die Kerzenfabrik stattete 2011 das Filmset für Roland Emmerichs Anonymus mit unzähligen, temperaturbeständigen und sehr hellen Filmkerzen aus, indem spezielle Kerzen mit mehreren Dochten gefertigt wurden.